# Шеффер, Питер
Сэр Пи́тер Ле́вин Ше́ффер (англ. Sir Peter Levin Shaffer; 15 мая 1926, Ливерпуль — 6 июня 2016, Корк) — британский драматург и сценарист, обладатель «Золотого глобуса» и премии «Оскар» 1985 года за лучший сценарий к фильму «Амадей».

## Биография
Родился в еврейской семье. Вместе с братом-близнецом Энтони (тоже будущим писателем, драматургом, сценаристом и кинопродюсером) получил образование в кэмбриджском Тринити-колледже, — изучал историю.

## Творчество
В 1979 году под влиянием «маленькой трагедии» А. С. Пушкина «Моцарт и Сальери» и одноимённой оперы Н. А. Римского-Корсакова создал свою самую известную пьесу — «Амадей».

## Пьесы
- 1958 — «Упражнение для пяти пальцев» / англ. «Five Finger Exercise»[англ.]
- 1962 — «Любовь глазами сыщика» / англ. «Public Eye»[англ.] (в составе диптиха The Private Ear/The Public Eye)
- 1964 — «Королевская охота за солнцем» / англ. «The Royal Hunt of the Sun»[англ.]
- 1965 — «Чёрная комедия» / англ. «Black Comedy»
- 1973 — «Эквус» / англ. «Equus» — «Тони»: «Лучшая пьеса», 1975
- 1979 — «Амадей» / англ. «Amadeus» — «Тони»: «Лучшая пьеса», 1981
- 1985 — «Соглядатай» / англ. «Yonadab»
- 1987 — «Летиция и дурман» / англ. «Lettice and Lovage»[англ.]

## Постановки
- 1971 — «Чёрная комедия», реж. Роман Виктюк — Литовский Русский драматический театр, Вильнюс
- 1974 — «Эквус», Алан Стрэнг — Том Халс; Доктор Дайзерт — Энтони Хопкинс, Энтони Перкинс, Ричард Бартон — Плимут Тиэтр / en:Plymouth Theatre, Бродвей, Нью-Йорк
- 1976 — «Эквус», реж. Джон Декстер[англ.]; Алан Стрэнг — Джерри Сандквист / Gerry Sundquist; National Theatre, Лондон
- 1979 — «Амадей», реж. Питер Холл; Моцарт — Саймон Кэллоу, Сальери — Пол Скофилд — Королевский национальный театр, Лондон
- 1980 — «Амадей», реж. Питер Холл; Сальери — Иэн Маккеллен, Констанция — Джейн Сеймур — Бродвей, Нью-Йорк
- 1982 — «Амадеус», реж. Георгий Товстоногов и Юрий Аксёнов. Сальери — Владислав Стржельчик; Моцарт — Юрий Демич; Констанция — Елена Попова
- 1983 — «Амадей», реж. Марк Розовский. Сальери — Олег Табаков, Моцарт — Владимир Пинчевский, Роман Козак, Михаил Ефремов, Сергей Безруков; Констанция — Елена Проклова. Премьера — 20 декабря[4] 1983. — программка, пресса, фото — программка, пресса, фото
- 1987 — «Летиция и дурман». В ролях: Мэгги Смит и Маргарет Тижак[англ.] (англ. Margaret Tyzack) — Театр Гилгуд[англ.]), Лондон — 768 представлений
- 1989 — «Эквус», реж. Андрей Андреев. Алан Стрэнг — Иван Латышев, Александр Лыков, Дмитрий Бульба; Доктор Дайзерт — Николай Иванов / Ленинградский ТЮЗ
- 1990 — «Летиция и дурман». В ролях: Мэгги Смит («Тони»: «Best Actress in a Play») и Маргарет Тижак[англ.] (англ. Margaret Tyzack, «Тони»: «Best Featured Actress in a Play») — Театр Этель Бэрримор[англ.], Бродвей, Нью-Йорк, 13 марта 1990 — 23 декабря 1990
- 2004 — «Любовь глазами сыщика», реж. Сергей Арцибашев. Кристофоро — Даниил Спиваковский, Белинда — Дарья Повереннова, Чарльз —Виктор Запорожский.

- 2007 — «Эквус», реж. Теа Шеррок[англ.]. Алан Стрэнг — Дэниел Рэдклифф; Доктор Дайзерт — Ричард Гриффитс — Театр Гилгуд[англ.]), Лондон, 16 февраля — 9 июня
- 2008 — «Эквус», реж. Теа Шеррок. Алан Стрэнг — Дэниел Рэдклифф; Доктор Дайзерт — Ричард Гриффитс — Бродхерст, Бродвей, Нью-Йорк, 5 сентября 2008 — 8 февраля 2009
- 2011 — «Эквус», реж. Владимир Филонов / Театр-студия Манекен, г. Челябинск
- 2012 — «Эквус», реж. Юрий Хармелин. Алан Стрэнг — Никита Волок; Доктор Дайзерт — Василий Павленко / Государственный молодёжный драматический театр «С улицы Роз», Кишинёв
- 2016 — «Черная комедия», реж. Б. Михня. Бриндсли Миллер — Геннадий Бабинов; Шульц — Борис Михня, Алексей Великотный; Гарольд Корриндж —нар. Арт. России Леонид Брусин; Фернивел — засл. Арт. России Ирина Кириллова; Кэрол Мелкетт — Юлия Бедарева; Клея — Виктория Козлова / Тверской академический театра драмы
- 2018 — «Эквус», реж. Алла Демура и Алексей Есин; доктор Дайзарт — Владислав Попко (до 4 октября), Алан Стрэнг — Артём Плёндер / Театр Єсіних
- 2024 — «Амадей», реж. Владимир Магар / Крымский Академический Русский Драматический Театр

## Фильмография
- 1962 — Упражнение для пяти пальцев, реж. Дэниел Манн
- 1969 — Королевская охота за солнцем, реж. Ирвинг Лернер
- 1977 — Эквус, реж. Сидни Люмет
- 1984 — Амадей, реж. Милош Форман